# Anunciação na pintura
Anunciação na pintura é uma lista de pinturas sobre o tema bíblico da Anunciação, que foi tratado por um grande número dos grandes mestres pintores. A Virgem Maria tem sido um dos principais temas da arte ocidental por séculos. A Anunciação é um tema comum retratado nas artes visuais desde os primeiros séculos do cristianismo até os dias atuais. As obras dedicadas a ela, neste contexto, descrevem o episódio em que o Arcanjo Gabriel anuncia a Maria que ela será a mãe de Jesus Cristo. Frequente no Oriente cristão, bem como na Europa Ocidental, ocasionalmente presente no mundo islâmico, este tema sofreu importantes evoluções que lhe permitiram desenvolver uma rica iconografia.
A narração da Anunciação é feita no Evangelho de São Lucas (Lucas 1:26–38), sendo um dos mais importantes temas da arte cristã em geral, particularmente durante a Idade Média e o Renascimento.

## História
Os artistas retrataram cada uma das etapas da Anunciação descritas pelo Evangelho segundo Lucas, bem como por alguns textos apócrifos. Desde o início do período cristão, que foi herdado pelos mundos bizantino e ortodoxo e depois pela Idade Média latina, a Virgem apareceu sentada em um assento alto ou de pé em um cenário arquitetônico, com o anjo chegando à sua frente para trazer sua mensagem. A partir do século XIV e especialmente no século XV, o Ocidente multiplicou os modos de representação. Em particular, a Anunciação serviu como um campo de testes para técnicas de perspectiva. O cenário, por vezes muito íntimo na época, tornou-se cada vez mais espetacular no século XVI sob a influência do Concílio de Trento.
A Anunciação é a base para muitos temas iconográficos cristãos. As respectivas atitudes de Maria e do anjo expressam a visão dos artistas e seu tempo sobre a modéstia da Virgem diante do enviado celestial, ou, ao contrário, sobre sua condição mística de rainha. A representação da Encarnação, mistério essencial do cristianismo, levou os artistas a recorrer aos símbolos, cujo estudo alimentou a história da arte até os dias atuais.
A partir do século XII, o desenvolvimento do culto mariano levou a um aumento no número de representações da Anunciação, que foram mais difundidas nos séculos XIV e XV. Embora o tema seja tratado com menos frequência nos séculos seguintes, permanece até hoje uma das cenas mais importantes da Bíblia.

## O Evangelho segundo Lucas
O Evangelho segundo Mateus (Mateus 1:18) indica apenas que Maria "se achou grávida por virtude do Espírito Santo". Apenas o Evangelho segundo Lucas (Lucas 1:26–56), entre os textos canônicos do Novo Testamento, descreve a cena da Anunciação. A história é intercalada entre a história da gravidez de Isabel, prima ou parente de Maria, e o momento da Visitação, quando as duas mulheres se reencontram.
A sequência da Anunciação pode ser dividida em cinco fases encontradas nas representações artísticas:
1. salutatio: o anjo entra e cumprimenta Maria;
2. conturbatio: Maria fica surpresa, até desafiadora;
3. annuntiatio: o anjo anuncia a Maria a sua maternidade divina;
4. quomodo: em resposta a Maria, o anjo explica como isso vai acontecer;
5. acceptatio: Maria se submete à decisão de Deus.

## Outras fontes cristãs
- Os artistas muitas vezes desenhavam seus temas, não diretamente de textos ou apócrifos, mas de obras como Miroir de l'histoire, de Vincent de Beauvais, e La Légende dorée[4], de Tiago de Voragine, que difundiram amplamente a história da Anunciação na Idade Média[5].
- Algumas cenas são descritas por autores particulares: é o caso do discurso de Deus ao anjo, ausente dos apócrifos, mas relatado em homilias de André de Creta e de Pseudo-Gregório Taumaturgo[6], o Trabalhador das Maravilhas, ou o retorno de Gabriel ao céu para prestar contas a Deus, que é relatado nas Homilias do monge Tiago[7].
- Em 1475, a Tradução Miraculosa Ecclesie beatissime virginia Marie de Loreta de Pietro Giorgio Tolomei colocou oficialmente a relíquia escura e modesta da Santa Casa de Loreto como a casa original de Maria, onde o Verbo se fez carne. A influência desta pequena casa teve seu auge no início do século XVII e o episódio da Anunciação foi então associado ao próprio lugar da Santa Casa de Loreto. Isso levou a uma tradição pictórica mais sombria e realista, como a Anunciação de Caravaggio.